# Bill Schuffenhauer
Bill Schuffenhauer (Salt Lake City, 24 de junio de 1973) es un deportista estadounidense que compitió en bobsleigh en la modalidad cuádruple. 
Participó en tres Juegos Olímpicos de Invierno, entre los años 2002 y 2010, obteniendo una medalla de plata en Salt Lake City 2002, en la prueba cuádruple (junto con Todd Hays, Randy Jones y Garrett Hines), y el sexto lugar en Turín 2006, en la misma prueba.
Ganó dos medallas en el Campeonato Mundial de Bobsleigh, plata en 2003 y bronce en 2004.

## Palmarés internacional
| Juegos Olímpicos   | Juegos Olímpicos                | Juegos Olímpicos  | Juegos Olímpicos |
| Año                | Lugar                           | Medalla           | Prueba           |
| ------------------ | ------------------------------- | ----------------- | ---------------- |
| 2002               | Salt Lake City (Estados Unidos) | Medalla de plata  | Cuádruple        |
| Campeonato Mundial |                                 |                   |                  |
| Año                | Lugar                           | Medalla           | Prueba           |
| 2003               | Lake Placid (Estados Unidos)    | Medalla de plata  | Cuádruple        |
| 2004               | Königssee (Alemania)            | Medalla de bronce | Cuádruple        |